# Ebola-uitbraak in West-Afrika in 2014
In 2014 brak in West-Afrika een epidemie van ebola uit. Ebola is een 
besmettelijke virusziekte die wordt veroorzaakt door het ebolavirus. De ziekte is in principe zeldzaam en komt typisch voor in de vorm van regionale uitbraken in landen in het midden van Afrika en in West-Afrika. De mortaliteit is hoog.
Op 25 maart 2014 rapporteerde de Wereldgezondheidsorganisatie dat het ministerie van Volksgezondheid van Guinee ebola in vier districten in het zuidoosten van het land had vastgesteld, met verdachte gevallen in de buurlanden Liberia en Sierra Leone die werden onderzocht. Op 14 oktober 2014 was de epidemie verspreid over drie landen: (Guinee, Liberia en Sierra Leone). Vijf landen (Senegal, Nigeria, Mali, Spanje en de Verenigde Staten) kenden incidentele gevallen waarbij besmetting te herleiden was.
De ebola-uitbraak in Congo met 68 besmettingen (waarvan 49 doden), vastgesteld op 9 oktober 2014, valt buiten deze epidemie. Intussen is Congo ebola-vrij verklaard.

## Geschiedenis
De uitbraak van 2014 begon bij de twee jaar oude Emile Ouamounou en zijn moeder uit Meliandou in de Guineese regio Guéckédou op 2 december 2013. Kort daarop stierven zijn zusje en grootmoeder. Omdat men in deze regio veel bushmeat eet zijn vleermuizen de vermoedelijke bron van besmetting. Zo zou de familie van het jongetje hebben gejaagd op de Hamerkopvleerhond en de Franquetvleerhond, twee soorten waarvan bekend is dat ze vaak dragers zijn van het ebolavirus. Ook besmet apenvlees is een mogelijke besmettingsbron. De begrafenis van de eerste slachtoffers zorgde voor verdere verspreiding van het virus. In februari 2014 is de ziekte via een gezondheidswerker, waarvan vermoed wordt dat deze het virus bij zich droeg, verder verspreid naar de Guineese regio's Macenta, Nzérékoré en Kissidougou. Het virus dat verantwoordelijk is voor deze epidemie is gerelateerd aan het Zaire ebolavirus, zo blijkt uit onderzoek.
In maart 2014 stierven zeker 111 mensen in Guinee aan het virus en waren er 127 geregistreerde geïnfecteerden. Ook in buurland Liberia werden eind maart 2014 twee besmettingen met het virus vastgesteld.
Op 10 april 2014 werd vastgesteld dat twee personen in Marokko besmet waren met ebola.
Begin augustus 2014 verspreidt de ziekte zich naar Benin. Het is op dat moment het vijfde West-Afrikaanse land waar ebola is vastgesteld. Op 8 augustus roept de WHO de ebola-uitbraak uit tot internationale noodsituatie. Tevens geeft het toestemming experimentele medicijnen zoals ZMapp en VSV-EBOV in te zetten voor de bestrijding. In Spanje overleed in dezelfde maand een missionaris in het Carlos III-ziekenhuis in Madrid, die was overgevlogen vanuit Afrika. Twee Amerikaanse hulpverleners worden voor behandeling van ebola naar de Verenigde Staten vervoerd. Beiden herstellen.
Op 24 augustus 2014 bleek dat het ebolavirus ook in het noordwesten van Congo-Kinshasa was opgedoken. Twee patiënten werden positief op het virus getest en zijn overleden. Dat maakte de minister van Volksgezondheid, Felix Kabange Numbi, bekend, zo schreef persbureau Reuters. Deze casus staat los van de grote epidemie in West-Afrika.
Op 20 september werd het publieke leven in Sierra Leone drie dagen stilgelegd om de verspreiding van ebola tegen te gaan. Tegelijk werd huis aan huis nagegaan waar mensen aan ebola leden en werd voorlichting over de ziekte gegeven.
Op 28 september 2014 werd voor het eerst een patiënt in de Verenigde Staten met ebola gediagnosticeerd. De man had het virus opgelopen in Liberia en overleed aan de ziekte op 8 oktober. In verband met mogelijke besmetting door deze man werden 108 mensen geobserveerd. 12 en 15 oktober werd bij twee verpleegkundigen die betrokken waren bij de verpleging van deze patiënt ebola vastgesteld. De protocollen zouden slecht zijn opgevolgd. Tevens zou de beschermende kleding niet voldoen aan de eisen. In diverse landen werden controles op vliegvelden ingesteld. Hierbij werden passagiers gecontroleerd op koortsverschijnselen.
Op 17 oktober werd Senegal ebola-vrij verklaard. 20 oktober werd bekend dat in een periode van 42 dagen, wat overeenkomt met tweemaal de maximale incubatietijd van 21 dagen, ook in Nigeria geen nieuwe ebola-patiënten zijn bijgekomen.
De WHO meldde op 22 oktober dat binnen een paar weken een nieuw serum beschikbaar moet zijn in Liberia. Dit serum is gemaakt van antistoffen dat afgenomen is van genezen patiënten. Eind 2014 moeten experimentele vaccins beschikbaar zijn. De hoeveelheid is beperkt zodat alleen gezondheidswerkers en grafdelvers hiervoor in aanmerking zullen komen. Het aantal slachtoffers verdubbelt elke drie tot vier weken.
Een internationaal team is samengesteld om het effect van het serum bij de behandeling van ebola te onderzoeken. Het onderzoek wordt geleid door het Prins Leopold Instituut voor Tropische Geneeskunde in Antwerpen. De Europese Unie steunt het project met 2,9 miljoen euro
Op 27 oktober sloot Australië de grenzen voor mensen uit de getroffen landen in West-Afrika. Visa worden niet goedgekeurd. Ook worden er geen vluchtelingen meer opgenomen. Het besluit roept internationaal kritiek op. In Tsjechië dreigen afpersers met de verspreiding van ebola. Ook verschijnen er op het internet toenemend met malware besmette e-mail waarin de epidemie wordt misbruikt om computers te besmetten.
Eind oktober werd bekend dat het in Canada ontwikkelde vaccin rVSV-EBOV in december getest zal worden op mensen in Duitsland, Zwitserland, Kenia en Gabon. Het project wordt met 3,1 miljoen pond gesteund door Wellcome Trust. Eerder stelde de Canadese overheid 800 doses beschikbaar aan de WHO. Het vaccin is getest bij apen en zou vooral preventief werken.
De Wereldbank steunt de bestrijding financieel met 100 miljoen dollar in een poging het aantal gezondheidswerkers (met name artsen en verpleegkundigen) te laten toenemen. Eerder had de bank al 400 miljoen dollar gedoneerd.
In Cuba werd een internationale ebola-conferentie gehouden. Ondanks het embargo tegen het land namen de Verenigde Staten deel.

## Getroffen landen

### Guinee
Op 24 oktober 2014 meldde de WHO dat het ministerie van Volksgezondheid van Guinee een uitbraak van ebola heeft gemeld in de districten Guéckédou, Macenta, Nzérékoré en Kissidougou. In totaal werden 86 gevallen gemeld, waaronder 59 doden. Het Pasteur-instituut in Lyon meldt dat het gaat om het Zaire ebolavirus. Artsen zonder Grenzen is actief binnen de regio om de epidemie te bestrijden.
In mei 2014 sluit Artsen zonder Grenzen een behandelcentrum in de Macenta regio in de veronderstelling dat de ziekte is bestreden. Reizigers uit naburige regio's en landen als Liberia en Sierra Leone brachten de ziekte echter terug. In augustus 2014 worden daarom 30 nieuwe gevallen gemeld in deze regio.
In september breken rellen uit in de stad Womey vlak bij Nzérékoré. Hierbij komen acht mensen, onder wie gezondheidswerkers en journalisten, om het leven. Het team was aanwezig om de lokale bevolking te informeren over de ziekte. Ze werden echter vermoord omdat ze ervan verdacht werden de ziekte ebola te verspreiden. Ook zijn sommige mensen er nog steeds niet van overtuigd dat de ziekte bestaat. Vanuit Fassankoni wordt gemeld dat wegblokkades worden opgeworpen om ebolateams te blokkeren. UNICEF werkt samen met de lokale autoriteiten om de veiligheid van deze teams te waarborgen. De Fransen zetten een militair hospitaal op om de gezondheidszorg te ondersteunen. Volgens een rapport van de WHO komt het land 40 bedden tekort voor behandeling van patiënten.
In oktober kondigde Frankrijk aan dat het meer hospitalen gaat bouwen in Guinee.
De president van Guinee, Alpha Condé, kondigde op 23 oktober aan dat familieleden van overleden gezondheidswerkers, chauffeurs en grafdelvers financieel worden gecompenseerd met 10000 dollar.

### Sierra Leone
De eerste besmetting van ebola werd vastgesteld bij een "sowei", een plaatselijke autoriteit en genezer. Ze had beweerd ebola te kunnen genezen. Door het contact met ebolapatiënten werd ze zelf besmet waarop ze later overleed. Het traditionele wassen van de dode door vrouwen heeft de ziekte verder verspreid.
In juli wordt een met ebola besmette tweeëndertigjarige vrouw met geweld bevrijd uit het ziekenhuis in Freetown. Ook zijn er protesten in Kenema over het optreden van de overheid.
Op 22 oktober breken rellen uit in de stad Koidu als een testteam bloed wil afnemen bij een 90-jarige vrouw.

### Liberia
De eerste gevallen van ebola werden gemeld eind maart in de county's Lofa en Nimba. Het ging hierbij om twee vrouwen (zussen van elkaar). Een van de vrouwen had gereisd van Lofa naar het district Firestone in de county Margibi, waardoor de ziekte mogelijk kans zag zich te verspreiden. Hierop nam het ministerie van Volksgezondheid in Liberia maatregelen om de verspreiding van de ziekte tegen te gaan.
Omdat het aantal besmettingen toenam, werden eind juli met ondersteuning van veiligheidstroepen een aantal gemeenschappen geïsoleerd en een aantal scholen gesloten. Door de grote toestroom van patiënten was een isolatieafdeling in de hoofdstad Monrovia genoodzaakt patiënten thuis te behandelen. Nieuwe isolatieafdelingen werden aangelegd, zoals bij het Elwa Hospital in Monrovia. Ook in Liberia bestaat er wantrouwen tegen de autoriteiten, zodat er regelmatig geprotesteerd wordt bij de aanleg van nieuwe faciliteiten.
In september is ebola vastgesteld in 14 van de 15 county's. De WHO stelde vast dat er in Liberia 1550 bedden voor behandeling te weinig waren. Als op 22 september een nieuw behandelcentrum wordt geopend in Monrovia staan 6 ambulances te wachten met 24 mogelijke ebolapatiënten. Het plan is in totaal 17 van dergelijke centra op te richten.
Op 6 augustus 2014 riep de president van Liberia Ellen Johnson Sirleaf de noodtoestand uit. De verkiezingen van oktober worden uitgesteld.
In Liberia is de situatie begin oktober ernstig, mede doordat de eerste en tweede burgeroorlog de infrastructuur, o.a. ziekenhuizen, wegen en bevolkingsregisters van het land grotendeels kapot hebben gemaakt. Zo zijn er slechts 50 artsen in het land, wat overeenkomt met één arts op 70000 Liberianen. Er is een chronisch gebrek aan middelen om gezondheidswerkers te beschermen tegen ebola zoals handschoenen en voorzieningen om handen te desinfecteren. Artsen en verpleegkundigen weigeren daarop te werken uit angst besmet te raken. Ook is het personeel niet geschoold om ebolapatiënten te kunnen behandelen. De ambassadeur in Washington Jeremiah Sulunteh vreest dat de maatschappij van Liberia instort door de epidemie.
Eind oktober meldde dokter Bruce Aylward van de Wereldgezondheidsorganisatie WHO dat het aantal nieuwe ebolagevallen in Liberia lichtjes afnam.

## Landen met incidentele besmettingen

### Senegal
In buurland Senegal is de epidemie beperkt gebleven tot één geval. Intussen is Senegal ebolavrij verklaard.

### Nigeria
De veertigjarige Liberiaan Patrick Sawyer was de eerste patiënt met ebola in Nigeria. Hij was op 20 juli per vliegtuig aangekomen voor een conferentie in de kuststad Calabar. Hij werd ernstig ziek opgenomen in een ziekenhuis in Lagos. Zijn zus was eerder al overleden aan de ziekte. Desondanks beweerde hij dat hij geen contact had gehad met ebolapatiënten. Dokter Ameyo Adadevoh plaatste hem gedwongen in quarantaine en testte hem positief op ebola. Vijf dagen na opname overleed Sawyer. Twaalf zorgmedewerkers raakten besmet door deze patiënt, van wie er vier (onder wie Adadevoh zelf) stierven. Door haar adequate handelen voorkwam ze verdere verspreiding, waarmee ze uitgroeide tot een heldin binnen het land. De deelstaat Lagos diende het voorstel in een ziekenhuis te vernoemen naar Ameyo Adadevoh.
Op 20 oktober werd Nigeria vrij van ebola verklaard.

### Mali
De eerste patiënt was een tweejarig meisje, Fanta Kone. Op 22 oktober werd ze opgenomen in het Fousseyni Daou ziekenhuis in Kayes waar ze positief werd getest op ebola. Ze was door haar grootmoeder vanuit het district Kissidougou in Guinee naar Mali gebracht (een busreis van 600 km), nadat haar moeder een aantal weken eerder was overleden aan ebola. Mauritanië sloot hierop zijn grens met Mali.
Sinds 12 november zijn er meerdere nieuwe overlijdensgevallen gemeld; deze serie besmettingen staat los van het vorige geval. Minstens 8 mensen zijn overleden na besmet te zijn geraakt door het aanraken van een overleden imam.

### Verenigde Staten
In de Verenigde Staten zijn negen ebolapatiënten behandeld. Een hiervan, Thomas Duncan, is overleden. De meeste patiënten zijn reizigers of gerepatrieerde gezondheidswerkers vanuit West-Afrika.
Twee verpleegkundigen in Dallas raakten begin oktober besmet tijdens de zorg voor een ebolapatiënt. Het is onduidelijk hoe ze besmet zijn geraakt. De intubatie van de patiënt en de nierdialyse worden genoemd als mogelijke momenten waarop de kans op besmetting het grootst was.
Op 23 oktober zijn in Connecticut zes West-Afrikanen in quarantaine geplaatst. Zij werden gedurende 21 dagen intensief gevolgd op ziekteverschijnselen.
Op 24 oktober werd bekend dat een arts van "Artsen zonder Grenzen" positief is getest op ebola. Hij was opgenomen in het Bellevue Hospital Center in New York. De arts had eerder gewerkt in door ebola getroffen landen. Omdat de arts voorafgaande aan de diagnose gebruik had gemaakt van het openbaar vervoer en een Uber-taxi, ontstond in New York de nodige onrust onder de bevolking. Het CDC heeft echter aangegeven dat er geen kans op besmetting is geweest.
De uit Sierra Leone gerepatrieerde arts Martin Salia, is verpleegd in Omaha, Nebraska, maar is aldaar toch overleden aan de ziekte.
In de Verenigde Staten werd gestart met het testen van het vaccin VRC 207 op mensen. Ook de universiteit van Oxford testte een nieuw vaccin. Amerikaanse Congresleden pleitten voor een reisverbod naar en van besmettingsgebieden. Een aantal landen hadden al een reisverbod ingesteld, waaronder Zuid-Afrika, Namibië en Colombia. Hulporganisaties waren hier echter op tegen omdat daarmee ook het vervoer van hulpgoederen en personeel onmogelijk zou worden. Wel werd in de Verenigde Staten de ontvangst van reizigers uit de getroffen gebieden beperkt tot vijf vliegvelden: Newark Airport, Washington Dulles International Airport, Atlanta Airport, O'Hare International Airport en John F. Kennedy Airport.
Naar aanleiding van de opname van de door ebola besmette arts in New York worden in de drie staten New York, New Jersey en Illinois op federaal niveau verscherpte richtlijnen ingesteld voor iedereen die terugkeert vanuit de getroffen gebieden en direct contact heeft gehad met patiënten. Hierbij worden deze reizigers standaard 21 dagen in quarantaine geplaatst. Het Witte Huis, het CDC en de Verenigde Naties hadden echter kritiek op deze richtlijnen omdat het gezondheidswerkers zou weerhouden de epidemie te gaan bestrijden. Later worden de maatregelen aangepast zodat reizigers alleen intensief worden gemonitord en niet meer in quarantaine hoeven. Een 33-jarige verpleegkundige in de staat Maine negeerde het quarantainebevel. Eerder dreigde ze een rechtszaak tegen de staat om de maatregelen op te heffen. President Barack Obama kwam onder toenemende politieke druk te staan de Amerikaanse bevolking te beschermen tegen ebola.

### Spanje
Begin oktober werd ebola vastgesteld bij een Spaanse verpleegkundige, die de in augustus overleden Spaanse missionaris had verpleegd. Ze is waarschijnlijk besmet geraakt tijdens het uittrekken van haar isolatiekleding. Haar hond werd uit voorzorg afgemaakt. Na een behandeling met een experimenteel vaccin en antilichamen van een genezen patiënt is ze op 21 oktober genezen verklaard.

## Bestrijding

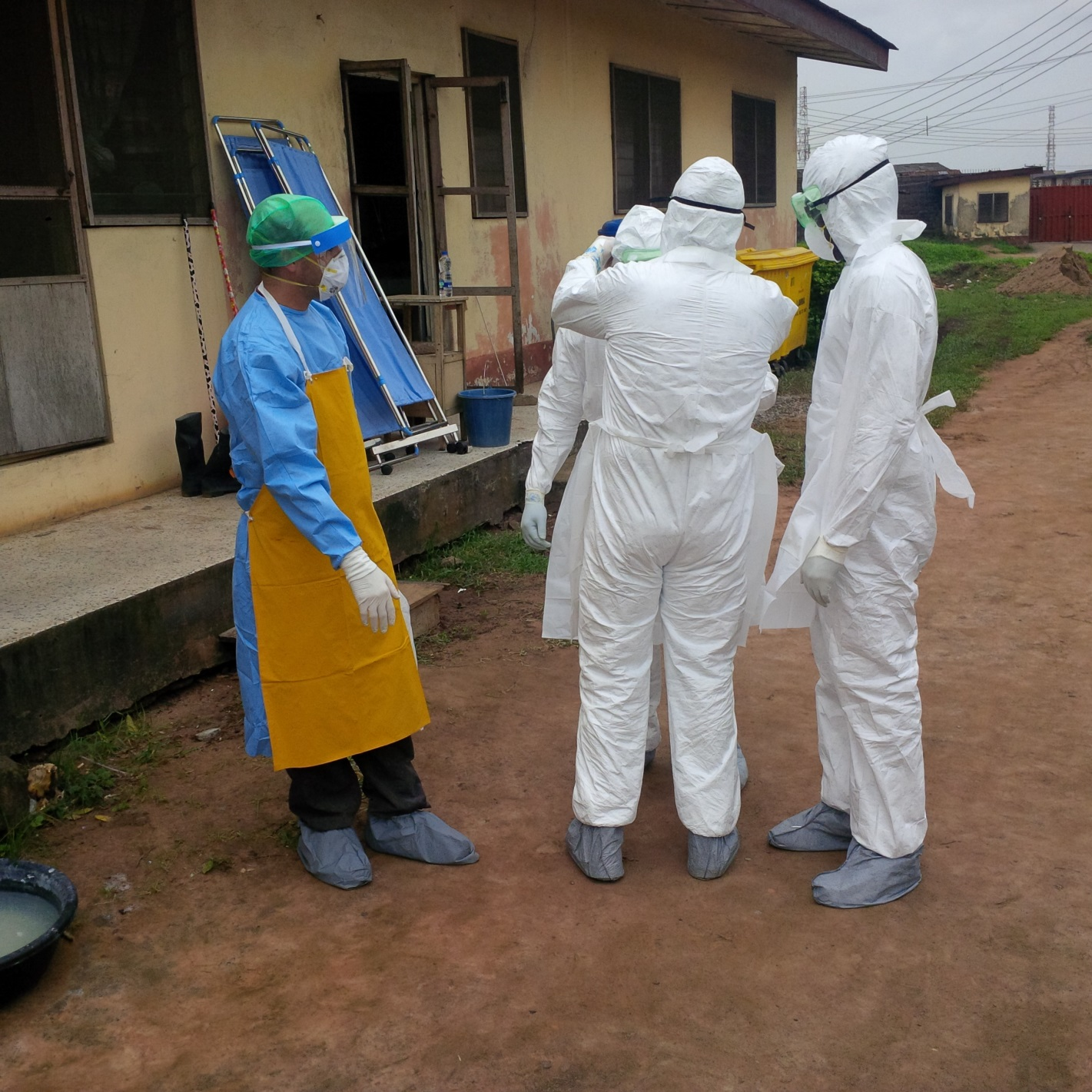
Nigeriaanse artsen krijgen een training van de WHO om op correcte en veilige wijze persoonlijke beschermingspakken aan te trekken.

Er zijn grote moeilijkheden bij de bestrijding van de epidemie. Kennistekort, een groot geografisch verspreidingsgebied en een hoge mate van mobiliteit van mensen binnen dit gebied maakt het moeilijk de epidemie onder controle te krijgen. Ook tradities spelen een rol. Zo raken mensen besmet doordat zij het lichaam van een overledene aanraken tijdens de begrafenisrituelen. Mensen weigeren hulp omdat zij ervan overtuigd zijn dat de ziekte niet bestaat. Ook is het vertrouwen in de gezondheidszorg laag. Men verdenkt ziekenhuizen van medische experimenten of het verzamelen van organen voor donatie. Ook het gegeven dat weinig mensen tijdens deze epidemie levend het ziekenhuis verlaten en dat familieleden de lichamen van overleden niet mogen zien draagt bij aan het wantrouwen. Hulp- en ontwikkelingsorganisaties spelen hier op in door gemeenschappen te sensibiliseren en te informeren, bijvoorbeeld dat ze een overleden ebola-slachtoffer niet mogen aanraken of wassen.
In de West-Afrikaanse ziekenhuizen is niet voldoende plaats om alle patiënten die ebola hebben, op te nemen. Artsen in de ziekenhuizen waar patiënten met ebola worden behandeld, en in het algemeen iedereen die in aanraking komt met patiënten met ebola, moeten beschermende kleding dragen. Deze kleding is vaak niet beschikbaar of wordt niet volgens instructie gebruikt. Ook worden procedures ten aanzien van infectiepreventie niet altijd opgevolgd. Daardoor worden met enige regelmaat ook hulpverleners slachtoffer van ebola. Van 450 gezondheidswerkers is bekend dat zij tijdens deze epidemie besmet zijn geraakt tijdens de zorg voor ebolapatiënten. Hiervan zijn 244 patiënten overleden.
Op diverse internationale luchthavens worden passagiers gecontroleerd op koortsverschijnselen, een van de symptomen van ebola. Op deze werkwijze is echter kritiek omdat besmette, nog niet zieke passagiers, hiermee niet worden gedetecteerd. De staten New York, Pennsylvania, Maryland, Virginia en Georgia van de Verenigde Staten kondigden op 22 oktober aan dat zij alle passagiers die komen van door ebola getroffen landen gedurende 21 dagen na hun aankomst intensief gaan monitoren. Tijdens deze periode moeten deze passagiers zich dagelijks melden bij lokale gezondheidsorganisaties om hun gezondheidsstatus door te geven. Groot-Brittannië heeft een controle ingesteld waarbij reizigers naast hun lichaamstemperatuur ook een vragenlijst moeten invullen waarin gevraagd wordt naar mogelijk contact met patiënten. Hierbij wordt instructie gegeven wat men moet doen bij ziekteverschijnselen.

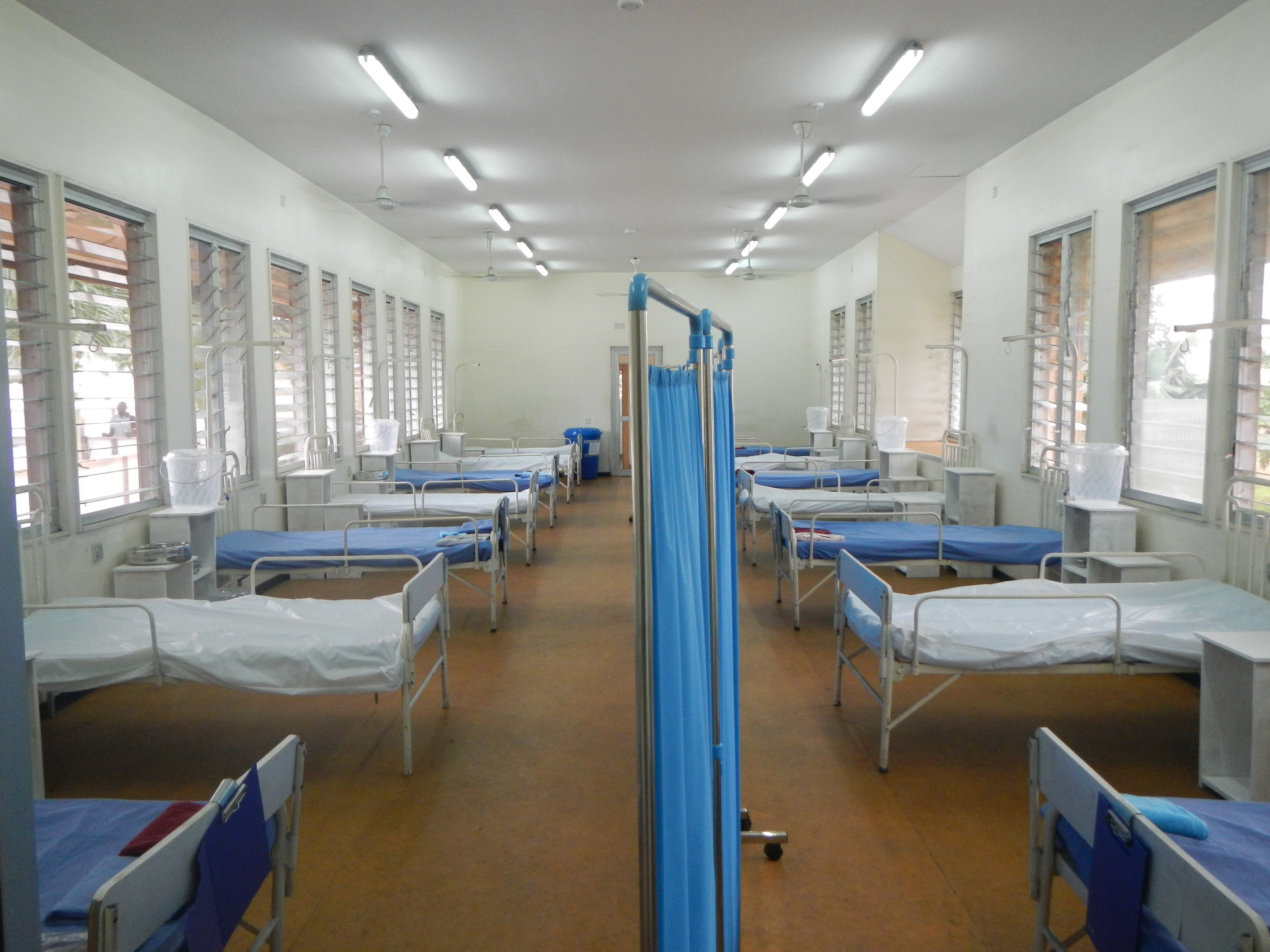
Ebola afdeling
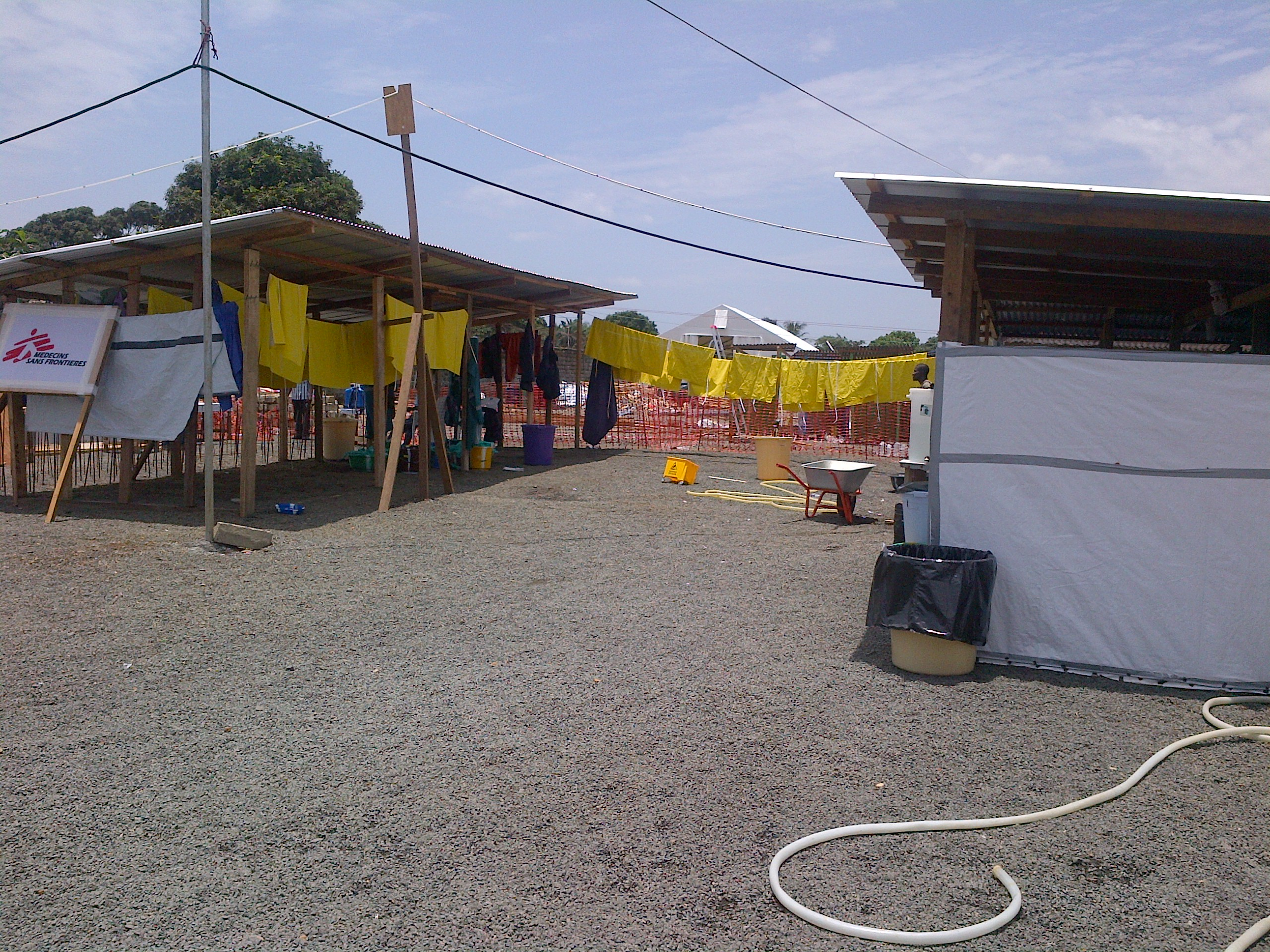
Behandeleenheid
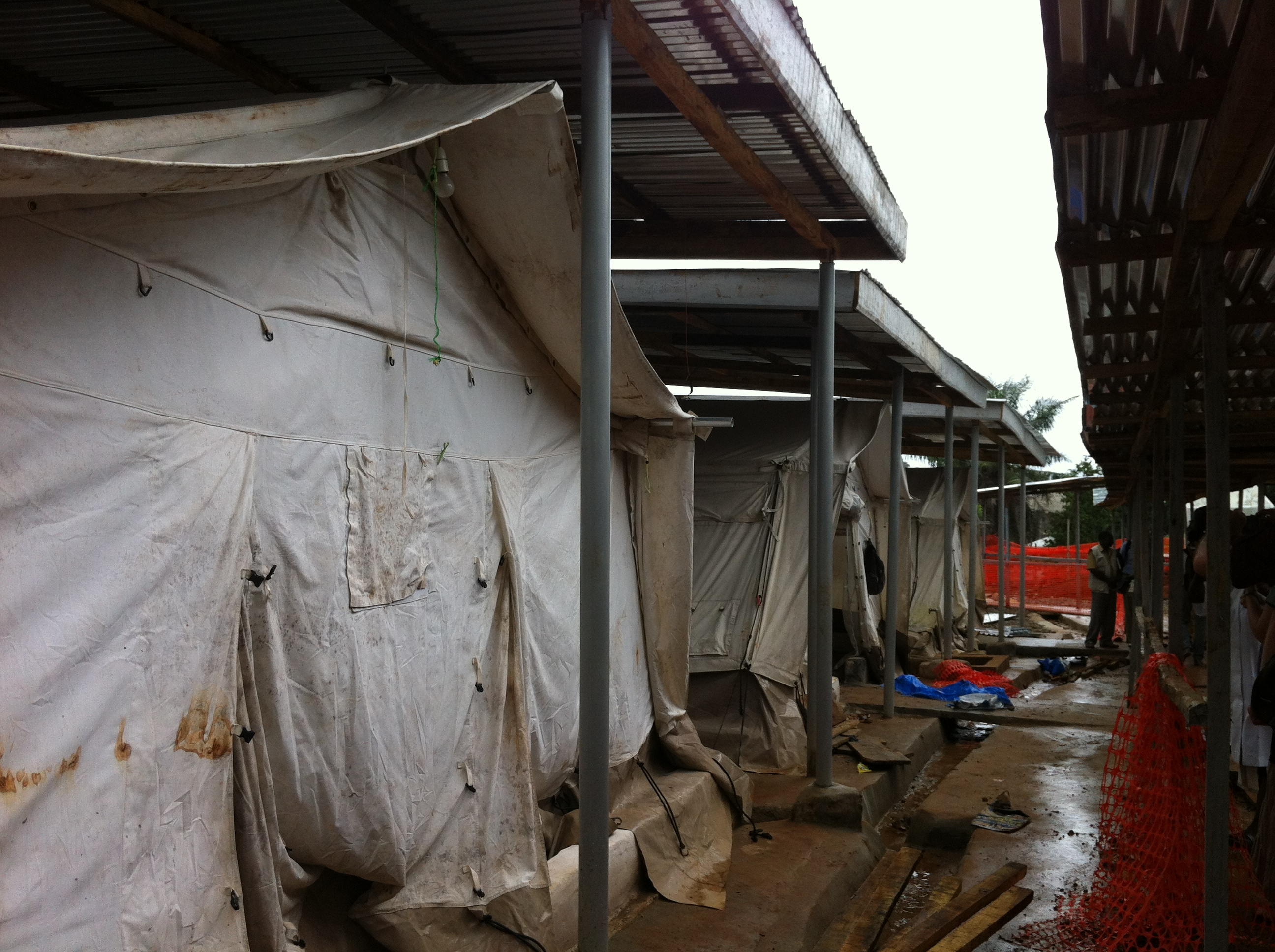
Isolatie centrum
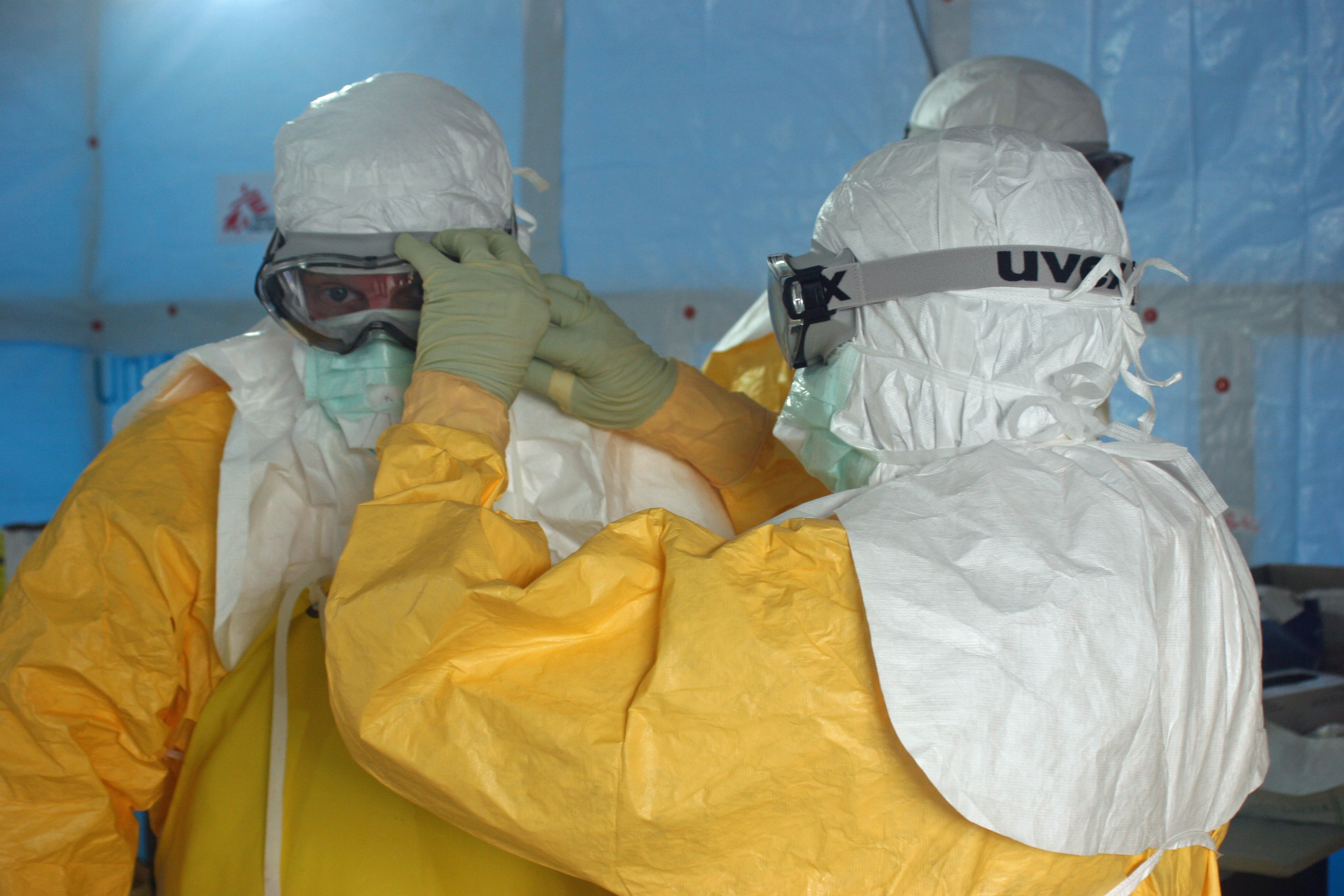
Isolatiemaatregelen
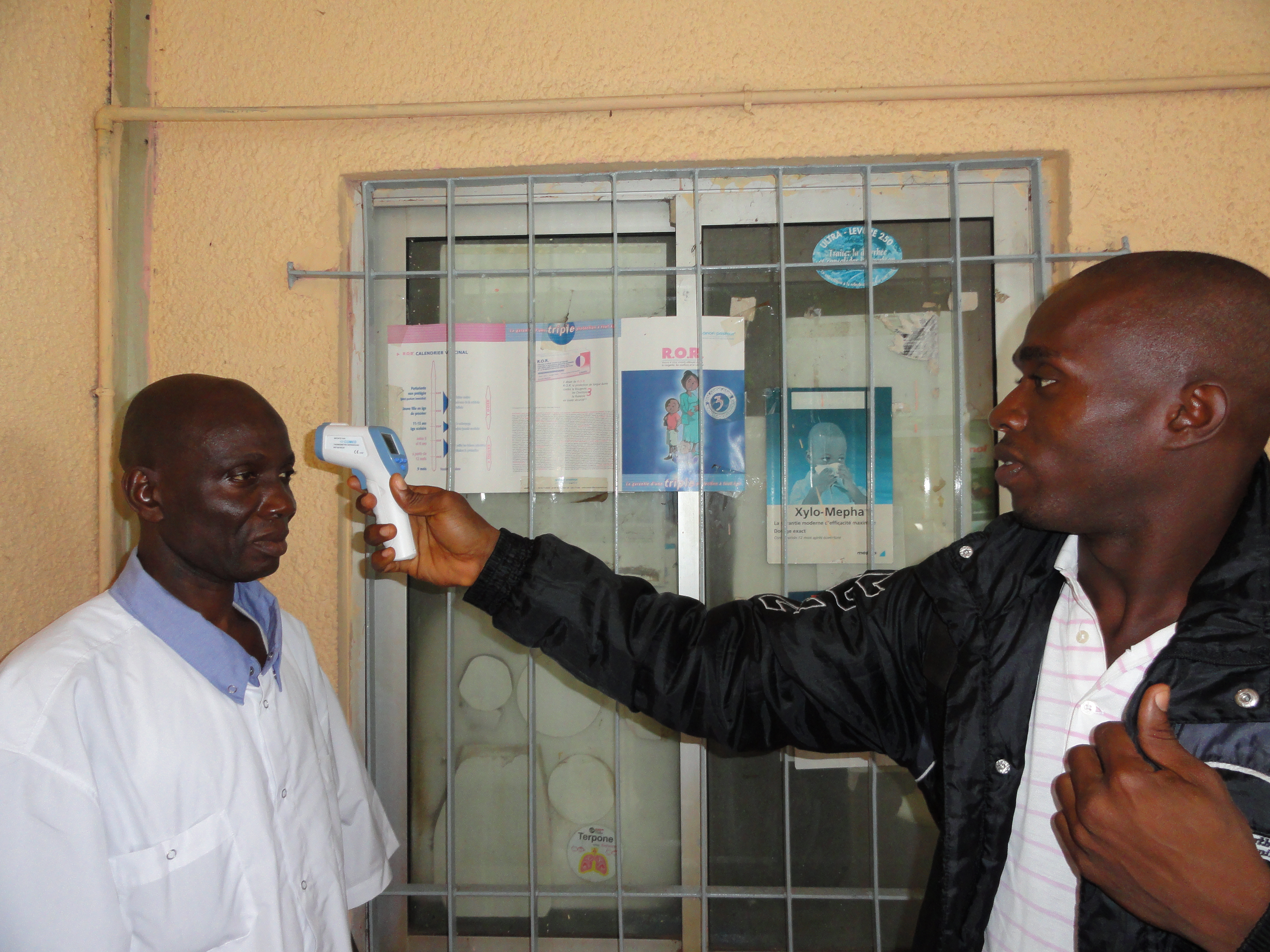
Lichaamstemperatuur meten
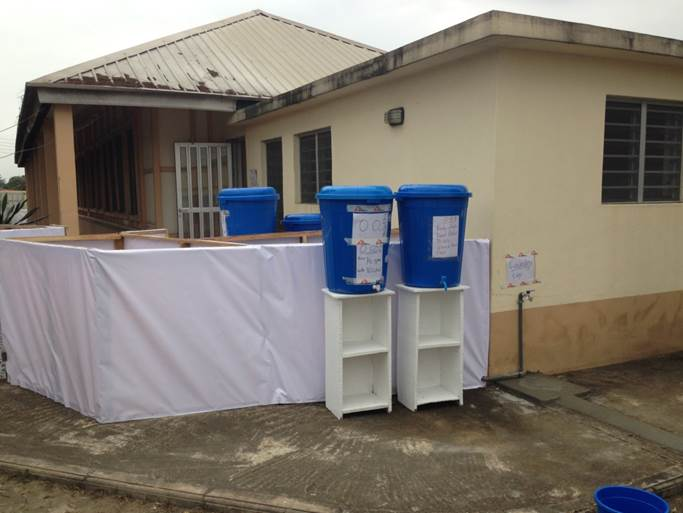
Unit voor handhygiëne

### Internationale hulp
De Verenigde Staten hebben gezegd 3.000 militairen naar West-Afrika te sturen om de epidemie te bestrijden. Barack Obama, president van de Verenigde Staten, zegt dat zijn land de leiding kan nemen in de bestrijding van de epidemie.
Lilianne Ploumen, Nederlands minister voor Buitenlandse Handel en Ontwikkelingssamenwerking, stelt in eerste instantie 15 miljoen euro beschikbaar om de epidemie in het gebied te bestrijden. Later is dit opgehoogd naar 35 miljoen euro. Voor de bestrijding van ebola schonken Paul Allen van Microsoft en Mark Zuckerberg van Facebook respectievelijk 79 miljoen en 25 miljoen euro.
Op 12 september 2014 waren rond de 500 buitenlandse gezondheidswerkers (waaronder medici) actief in West-Afrika om de epidemie te bestrijden. Cuba kondigde aan 165 verpleegkundigen en artsen te sturen naar het gebied In de loop van oktober werd de internationale hulp verder uitgebreid. Rusland bouwde laboratoria. Nederland zond het marineschip Karel Doorman ter ondersteuning van de logistiek. Frankrijk, Groot-Brittannië en de Verenigde Staten stuurden militairen. De EU kreeg echter toenemende kritiek door het uitblijven van meer hulp. Bijkomend probleem hierbij is dat verzekeraars repatriëring van besmette gezondheidswerkers niet vergoeden.
In de loop van oktober vergrootte Groot-Brittannië de hulpverlening. Naast extra financiële middelen stuurt het 750 militairen en 750 gezondheidswerkers. In Sierra Leone bouwt Groot-Brittannië een kliniek speciaal voor geïnfecteerde gezondheidswerkers. Het marineschip RFA Argus wordt ingezet in Sierra Leone. Het vervoerde voedsel, medische apparatuur, 32 trucks en medisch personeel naar de hoofdstad Freetown.
Ook Cuba vergroot in oktober de hulp door 83 extra gezondheidswerkers te sturen naar de getroffen gebieden.
De Verenigde Staten maakten bekend dat 4000 militairen, waaronder leden van de US 101ste luchtlandingsdivisie, zijn gereserveerd om de crisis in West-Afrika te bestrijden. Hiervan zijn 600 militairen al actief in het gebied. Ze bouwden twee laboratoria. Een nieuw ziekenhuis moet klaar zijn in november.
In West-Afrika zijn diverse hulporganisaties actief, waaronder Artsen zonder Grenzen, het Rode Kruis, Oxfam, KickEbola.org, Samaritan's Purse en Lion Heart.

## Overzicht besmettingen
De onderstaande tabel geeft een overzicht van alle officieel geregistreerde en bevestigde slachtoffers. De WHO speculeert dat het aantal slachtoffers twee tot drie keer groter kan zijn.
| Datum             | Geïnfecteerd | Overleden | Mortaliteit | Landen                                                                   | Bron   |
| ----------------- | ------------ | --------- | ----------- | ------------------------------------------------------------------------ | ------ |
| 5 januari 2015    | 20.691       | 8.168     | 39%         | Guinee, Liberia, Sierra Leone, Mali                                      | [ 66 ] |
| 17 december 2014  | 18.603       | 6.915     | 37%         | Guinee, Liberia, Sierra Leone, Mali                                      | [ 67 ] |
| 3 december 2014   | 17.145       | 6.070     | 35%         | Guinee, Liberia, Sierra Leone, Mali                                      | [ 2 ]  |
| 19 november 2014  | 15.145       | 5.420     | 36%         | Guinee, Liberia, Sierra Leone, Mali, (Congo ebolavrij verklaard)         | [ 68 ] |
| 12 november 2014  | 14.098       | 5.160     | 37%         | Guinee, Liberia, Sierra Leone, Congo, Mali                               | [ 69 ] |
| 2 november 2014   | 13.042       | 4.818     | 37%         | idem                                                                     | [ 70 ] |
| 25 oktober 2014   | 10.114       | 4.912     | 49%         | Guinee, Liberia, Sierra Leone, Congo, Mali (Nigeria ebolavrij verklaard) | [ 2 ]  |
| 19 oktober 2014   | 9.936        | 4.877     | 49%         | Guinee, Liberia, Sierra Leone, Nigeria, Congo                            | [ 71 ] |
| 14 oktober 2014   | 9.191        | 4.546     | 49%         | idem                                                                     | [ 72 ] |
| 1 oktober 2014    | 7.492        | 3.439     | 46%         | idem                                                                     | [ 73 ] |
| 13 september 2014 | 5.232        | 2.538     | 51%         | idem                                                                     | [ 74 ] |
| 3 september 2014  | 3.685        | 1.841     | 51%         | idem                                                                     | [ 75 ] |
| 22 augustus 2014  | 2.615        | 1.427     | 55%         | Guinee, Liberia, Sierra Leone, Nigeria                                   | [ 76 ] |
| 15 augustus 2014  | 2.127        | 1.145     | 54%         | idem                                                                     |        |
| 31 juli 2014      | 1.440        | 826       | 57%         | idem                                                                     |        |
| juni 2014         | 759          | 468       | 62%         | idem                                                                     |        |
| 2 april 2014      | 127          | 111       | 87%         | Guinee                                                                   | [ 7 ]  |

| Ebola-doden en geïnfecteerden per dag |  | Totaal aantal ebola-doden en geïnfecteerden |
|                                       |  |                                             |